# Лаэ, Эрлинг
Эрлинг Лаэ (норв. Erling Lae; род. 16 марта 1947 года, Осло, Норвегия) — норвежский политик. Член Консервативной партии Норвегии.

## Биография
Окончил Университет Осло, кандидат филологических наук. Свою карьеру он начал с журналистики, с 1981 по 1985 год был политическим советником Министерства по делам детей, равноправия и социальной интеграции Норвегии. Был избран в депутаты городского совета в 1991 году. С 1997 года занимал пост министра по пенсионным и социальным выплатам, с мая 2000 года — министр здравоохранения. С 2000 по 2009 год возглавлял городской совет, в 2010—2016 гг. губернатор Вестфолла.
Эрлинг Лаэ — открытый гей, в браке с Йенсем Ольсеном.